# Odontotrypes cribripennis
Odontotrypes cribripennis är en skalbaggsart som beskrevs av Leon Fairmaire 1887. Odontotrypes cribripennis ingår i släktet Odontotrypes och familjen tordyvlar. Inga underarter finns listade i Catalogue of Life.